# Frères de la forêt
Les frères de la forêt (en estonien : metsavennad, letton : mežabrāļi, lituanien : miško broliai) étaient des partisans estoniens, lettons et lituaniens qui organisèrent une guérilla contre le pouvoir soviétique durant l'invasion et l'occupation soviétiques des trois pays baltes, puis pendant et après la Seconde Guerre mondiale,. Des groupes de résistance similaires ont, après avoir résisté contre les nazis, combattu le pouvoir soviétique en Pologne, en Roumanie et dans l'ouest de l'Ukraine. Ils ont été actifs jusqu'au début des années 1950.
L'Armée rouge stalinienne occupa les États Baltes en 1940-1941 et, après la période d'occupation nazie, à nouveau en 1944-1945, se livrant à des crimes de guerre, à la déportation des autochtones et à une très sévère répression politique qui s'accéléra les années suivantes. Plus de 170 000 habitants de ces pays se servirent des denses forêts de l'arrière-pays comme d'un refuge naturel et y établirent une base pour la résistance armée contre les Soviétiques.
Les unités des partisans étaient de taille et de composition diverses, allant de petits groupes opérant individuellement, et armés surtout pour l'auto-défense, à de grands corps très organisés capables de tenir tête à des forces soviétiques de taille significative.
Ils sont à rapprocher des soldats maudits, organisation polonaise contemporaine similaire.

## Contexte

### Origines de l'expression
L'expression « frères de la forêt » remonte dans les pays baltes à la chaotique Révolution russe de 1905.[réf. nécessaire] Diverses sources font référence aux « frères de la forêt » de cette période soit comme des paysans révoltés ou à des instituteurs réfugiés dans la forêt.

### Coincés entre deux grandes puissances
L'Estonie, la Lettonie et la Lituanie obtinrent leur indépendance en 1918 après l'écroulement de l'Empire russe. Les idéaux du nationalisme et de l'autodétermination prirent racine dans la population en Estonie et en Lettonie, indépendants pour la première fois depuis le XIIIe siècle. De leur côté, les Lituaniens retrouvèrent un État souverain doté d'une histoire riche (elle fut par exemple le plus grand État européen du XVe siècle), mais, occupé par l'Empire russe depuis 1795. Les déclarations alliées telles que la Charte de l'Atlantique avait fait la promesse d'un monde d'après-guerre où les trois États baltes retrouveraient leur indépendance. Ayant déjà fait l'expérience d'une occupation soviétique puis nazie, la population était hostile à l'idée d'une nouvelle occupation.
Contrairement à l'Estonie et à la Lettonie, où les Allemands recrutèrent la population locale pour les intégrer à la Waffen-SS, il ne fut pas formé de division Waffen-SS en Lituanie. En 1944 les autorités nazies créèrent un détachement mal équipé mais fort de 20 000 hommes, la « Force de défense du territoire lituanien », sous l'autorité du général Povilas Plechavičius pour combattre les partisans soviétiques menés par Antanas Sniečkus. Les Allemands, cependant, s'inquiétèrent rapidement de la menace que pouvait représenter cette force pour leur occupation. Les principaux chefs furent arrêtés le 15 mai 1944, le général Plechavičius se voyant interné dans le camp de concentration de Salaspils en Lettonie. Cependant, à peu près la moitié des forces restantes formèrent des unités de guérilla et disparurent dans l'arrière-pays en préparation de la résistance contre l'Armée rouge, à mesure que la ligne du Front de l'Est se rapprochait,.
Les opérations de guérilla en Estonie et en Lettonie firent en revanche partie du plan d'Adolf Hitler[réf. nécessaire] de retrait complet d'Estonie à la mi-septembre 1944 — il donna l'autorisation à tout soldat de ses forces estoniennes (principalement la 20e division SS de grenadiers) qui le souhaitait de se séparer de l'armée allemande pour défendre son pays — et le groupe armé Courland, parmi les dernières forces allemandes à se rendre après s'être retrouvé encerclé sur la péninsule de Courlande en 1945. Nombre de soldats estoniens et lettons, et quelques Allemands, parvinrent à s'échapper et à devenir des frères de la forêt pendant les années qui suivirent la guerre. D'autres, comme Alfons Rebane et Alfrēds Riekstiņš s'enfuirent vers le Royaume-Uni et la Suède et participèrent aux opérations de renseignement Alliées en soutien aux frères de la forêt.
Tandis que la Waffen-SS fut condamnée pour crimes de guerre et autres atrocités, et déclarée organisation criminelle après la guerre, le procès de Nuremberg exclut explicitement les conscrits dans les termes suivants :

« Le Tribunal déclare être criminel, au sens du Statut, le groupe composé des membres des SS énumérés au paragraphe précédent, qui sont devenus ou restés membres de l'organisation en sachant qu'elle était utilisée pour commettre les actes considérés comme crimes par l'article 6 du Statut, ou qui ont personnellement, comme membres de l'organisation, participé à ces crimes, à l'exclusion cependant dans cette seconde catégorie, de ceux qui furent d'office incorporés par l'État dans cette organisation et qui n'ont pas commis de tels crimes. »

En 1949-1950 la Commission américaine pour les personnes déplacées enquêta sur les divisions estoniennes et lettonnes et déclara le 1er septembre 1950 :

« Les unités Waffen SS de la Baltique doivent être considérées comme séparées et distinctes par le but, l'idéologie, les activités et les qualifications pour en devenir membre des soldats SS allemands, et donc la Commission statue qu'ils ne forment pas un mouvement hostile au Gouvernement des États-Unis selon la Section 13 du Displaced Persons Act, tel qu'amendé,. »

Le gouvernement letton a assuré que la Légion lettonne, principalement composée des 15e et 19e divisions, n'était une organisation ni criminelle, ni collaborationniste. Mart Laar (premier ministre d'Estonie en 1992-1994 et 1999-2002), dans son livre de 1992 rejette l'historiographie soviétique officielle qui dépeint la résistance balte comme la créature de riches propriétaires terriens et d'officiels nazis et observe que les frères de la forêt comptaient dans leurs rangs des anti-nazis et d'anciens partisans communistes.
Les rangs de la résistance grossirent avec les tentatives de l'Armée rouge de mettre en place la conscription dans les États baltes après la guerre, certaines régions voyant moins de la moitié de leurs conscrits répondre à l'appel. Le harcèlement des familles des déserteurs incita encore plus d'individus à trouver refuge dans les forêts. De plus, nombre de conscrits ayant répondu à l'appel désertèrent, emportant leurs armes avec eux.

## La guerre d'été
Lorsque l'Allemagne commença son invasion de l'Union soviétique le 22 juin 1941, la Finlande s'allia avec elle et s'engagea dans la guerre de Continuation. Le 3 juillet, Staline fit une déclaration radiophonique appelant à appliquer la politique de la terre brûlée dans les régions dont l'Armée rouge devrait se retirer. C'est dans le nord de l'Estonie, région envahie le plus tardivement par les Allemands, que les « bataillons de destruction » soviétiques eurent l'impact le plus lourd. Les frères de la forêt, qui comptaient alors 50 000 membres, attaquèrent les forces du NKVD et de la 8e armée soviétique, faisant 4 800 morts et 14 000 prisonniers. La bataille de Tartu dura deux semaines, détruisant une bonne partie de la ville. Sous le commandement de Friedrich Kurg, les frères de la forêt repoussèrent les Soviétiques hors de Tartu, derrière le fleuve Pärnu – s'assurant le contrôle du sud de l'Estonie le 10 juillet. Le NKVD exécuta 193 personnes à la prison de Tartu en se retirant le 8 juillet.
La 18e armée allemande franchit la frontière sud de l'Estonie entre le 7 et le 9 juillet. Les Allemands poursuivirent leur progression en Estonie avec l'appui des frères de la forêt. Une force commune estonienne-allemande prit Narva le 17 août et la capitale Tallinn le 28. Une fois les Soviétiques repoussés hors d'Estonie, les troupes allemandes désarmèrent tous les groupes des frères de la forêt.
Les unités de partisans du sud de l'Estonie furent rappelées en juillet 1941 pour constituer une garde civile locale, les Omakaitse. Ils s'appuyaient sur les doctrines et l'organisation des ligues de défense estoniennes et de l'armée estonienne, dans les limites permises par l'occupant. Les missions étaient les suivantes :
1. défense du littoral et des frontières ;
2. lutte contre les parachutistes, saboteurs, et espions ;
3. protection d'objectifs militaires importants ;
4. lutte contre le communisme ;
5. aide à la police estonienne et assurer la sécurité de la population ;
6. apporter leur aide en cas de catastrophe (incendies, inondations, épidémies, etc.) ;
7. entrainer militairement ses membres et les citoyens « loyaux » ;
8. affermir et préserver les sentiments nationaux et patriotiques de la population.

Le 15 juillet 1941, les Omakaitse comptaient 10 200 membres, le 1er décembre, 40 599 membres, nombre restant stable jusqu'à la fin de février 1944.

## La guerre partisane
Vers la fin des années 1940 et le début des années 1950, les frères de la forêt bénéficiaient du soutien logistique, de la coordination et de l'approvisionnement des Britanniques via le MI6, la CIA et les services secrets suédois. Ce soutien fut d'une importance cruciale pour le mouvement de résistance balte, mais il se réduisit considérablement avec l'échec de l'opération Jungle, infiltrée par les Soviétiques.
Le conflit entre les armées soviétiques et les frères de la forêt dura plus de dix ans et fit au moins 50 000 morts. Les estimations concernant le nombre de combattants dans chaque région varient. Romuald Misiunas et Rein Taagepera estiment que le nombre atteint entre 10 000 et 15 000 en Lettonie et 170 000 au total pour les trois États baltes. Les archives soviétiques indiquent que des agents du NKVD se déguisaient en frères de la forêt pour commettre des atrocités et jeter le discrédit sur le mouvement.

### En Estonie

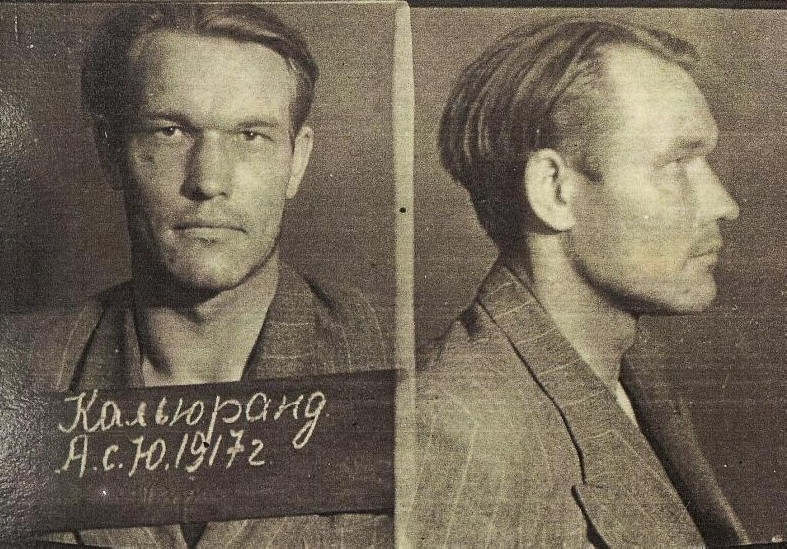
Ants Kaljurand, un des plus célèbres partisans estoniens.

En Estonie, un total 14 000 à 15 000 hommes participèrent au combat sur la période 1944-1953. Les frères de la forêt estoniens étaient plus actifs dans le comté de Võru et à la frontière des comtés de Pärnu et de Lääne, et de ceux de Tartu et de Viru. Entre novembre 1944 et novembre 1947, ils réalisèrent un total de 773 attaques armées, faisant un millier de victimes. August Sabbe, un des derniers frères de la forêt d'Estonie, fut découvert par des agents du KGB en 1978, alors qu'il se faisait passer pour un pêcheur. Une légende dit qu'au lieu de se rendre, il se jeta dans la rivière pour se noyer délibérément, une version démentie par le KGB.

### En Lettonie
En Lettonie, le nombre de partisans actifs a culminé entre 10 000 et 15 000, tandis que le nombre total de combattants s’élèverait à plus de 40 000 hommes. Un auteur donne un chiffre de jusqu'à 12 000 partisans regroupés dans 700 groupes armés au cours de la décennie 1945-1955, mais les chiffres définitifs ne sont pas disponibles. Ils étaient surtout actifs dans les régions frontalières avec l'Estonie, telles Dundaga, Lubāna, Aloja et Līvāni. Tout comme en Estonie et Lituanie, la résistance est infiltrée par le MVD et le NKVD et le soutien occidental fut compromis par les services de contre-espionnage soviétiques et les agents doubles tels que Augusts Bergmanis et Vidvuds Sveics. Les derniers groupes ont émergé de la forêt et se sont rendus aux autorités en 1957.

### En Lituanie

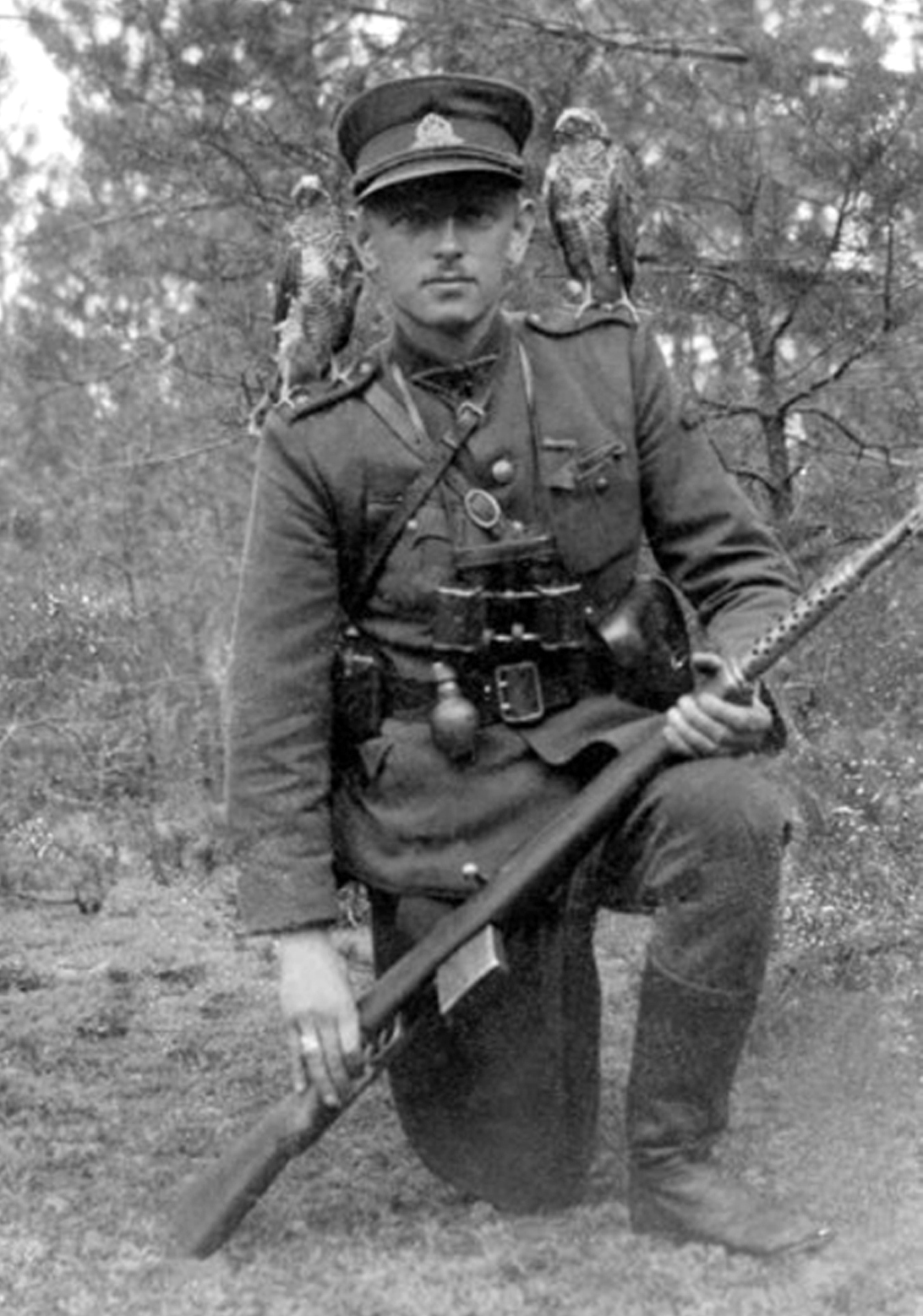
Adolfas Ramanauskas (1918-1957), commandant en chef du Mouvement de la lutte pour la liberté lituanienne, encore dénommé « Union des combattants de la liberté lituaniens » (Lietuvos laisvės kovos sąjūdis). Il fut arrêté en 1956 par le NKVD puis condamné à mort l'année suivante. Après l'acte de rétablissement de l'État lituanien en 1990, il se voit décerner à titre posthume l'ordre de la Croix de Vytis.

Parmi les trois pays baltes, la résistance fut la mieux organisée en Lituanie, par Adolfas Ramanauskas, partisan lituanien, et général Jonas Zemaitis-Vytautas, président de la Lituanie entre 1949 et 1954. Ici les frères de la forêt contrôlèrent des régions entières de la campagne jusqu'en 1949, avec un armement à la fois allemand et soviétique. Ils ont ainsi retardé considérablement la consolidation de la domination soviétique en menant des embuscades, des sabotages et en assassinant des militants et des dirigeants communistes locaux, libérant des guérilleros emprisonnés et en aidant à l'impression de journaux clandestins.

## Déclin
Au début des années 1950, les forces soviétiques avaient pratiquement écrasé la résistance.[réf. nécessaire] Les renseignements recueillis par les espions soviétiques infiltrés à l'Ouest et par le KGB au sein du mouvement de résistance, en combinaison avec les opérations soviétiques à grande échelle en 1952 ont réussi à mettre un terme à l'activité des partisans.
Beaucoup des frères de la forêt restants ont déposé les armes lorsqu'une amnistie leur a été offerte par les autorités soviétiques après la mort de Joseph Staline en 1953, bien qu'une guérilla isolée ait continué dans les années 1960. Les derniers guérilleros sont connus pour être restés dans la clandestinité et avoir échappé à la capture dans les années 1980, époque à laquelle les États baltes firent pression pour obtenir leur indépendance par des moyens pacifiques (voir Sąjūdis, la Voie balte, Révolution chantante). Les trois républiques ont regagné leur indépendance en 1991.

### Citations originales
1. ↑  (en) « The Baltic Waffen SS Units are to be considered as separate and distinct in purpose, ideology, activities, and qualifications for membership from the German SS, and therefore the Commission holds them not to be a movement hostile to the Government of the United States under Section 13 of the Displaced Persons Act, as amended. »